# Polarisatiefilter

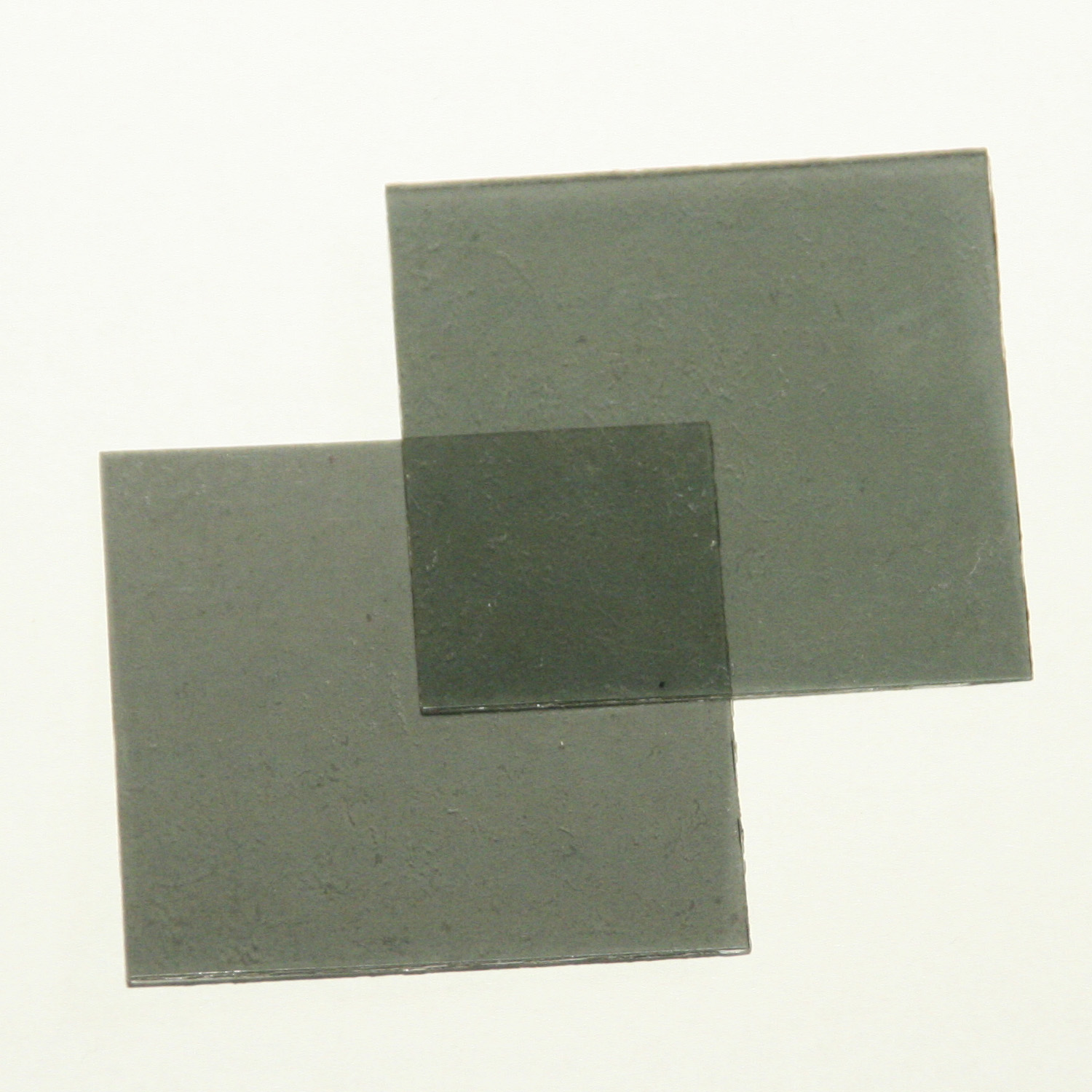
Twee filters

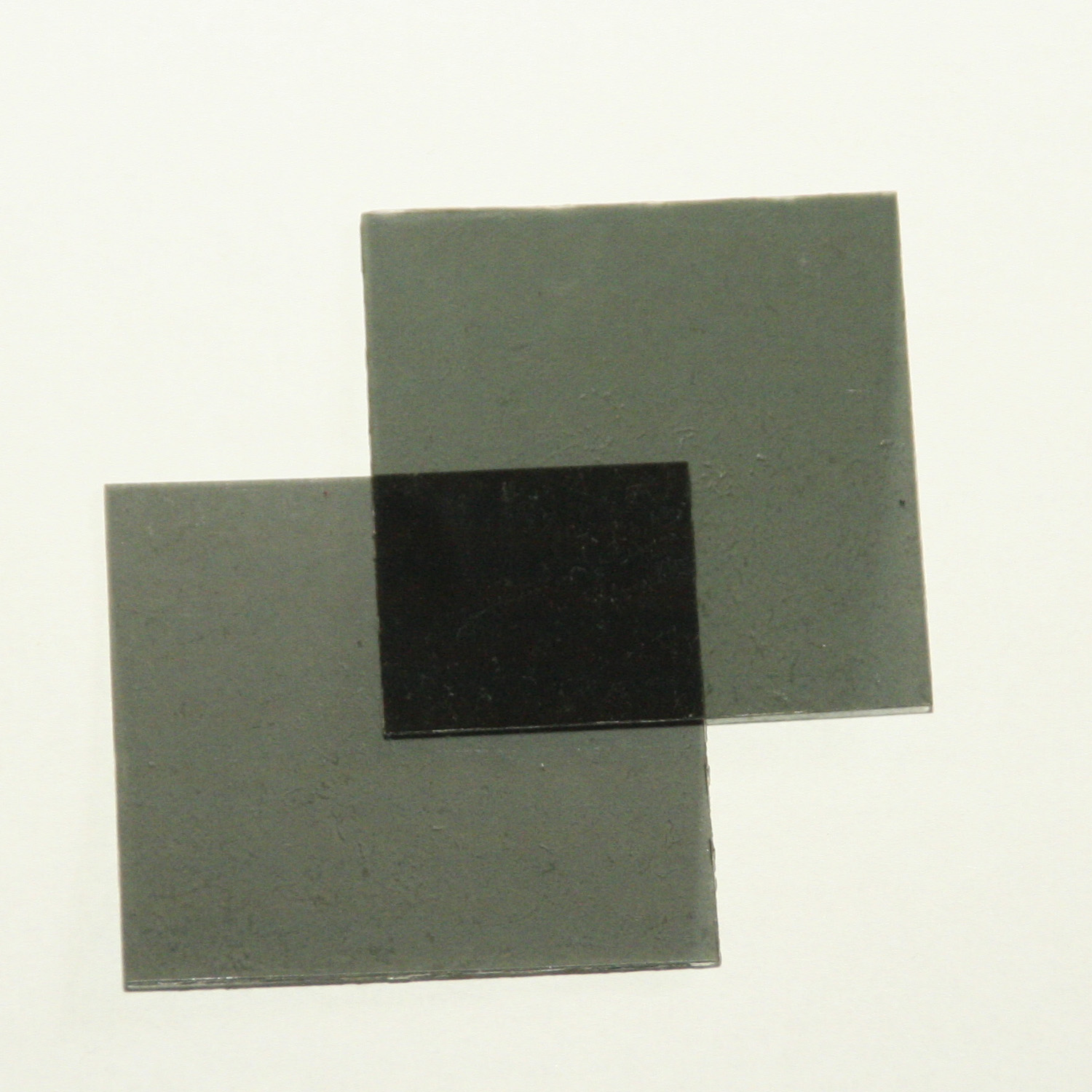
Twee filters, gekruist

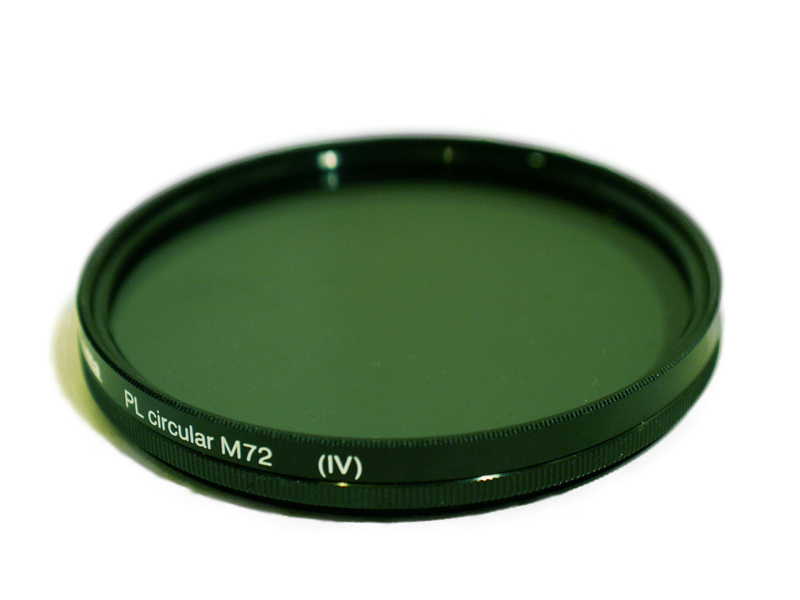
Een polarisatiefilter voor een fotocamera

Een polarisatiefilter is een filter dat licht (of andere elektromagnetische straling) alleen doorlaat als het in een bepaalde richting gepolariseerd is.
Heeft men twee polarisatiefilters die gekruist staan ten opzichte van elkaar (dat wil zeggen de ene laat alleen horizontaal gepolariseerd licht door en de andere alleen verticaal gepolariseerd licht) dan laat de combinatie van filters geen licht meer door.
Draait men nu het ene filter zodat het in dezelfde richting is ingesteld als het andere dan ziet men weer hetzelfde beeld als door slechts één filter te zien was.

## Theoretische benadering

### Algemeen
Vrij naar Skitch

Circulairepolarisatiefilters (CPL-filters) werken volgens een tweeledig principe (Fig. 1). Door eerst het licht te laten invallen op een lineairepolarisatiefilter worden de reflecties en verstrooiingen weggefilterd en blijven alleen de elektromagnetische golven over die anders georiënteerd zijn. Vervolgens worden de doorgelaten, lineair gepolariseerde golven omgezet naar circulair gepolariseerde golven door middel van dubbele breking. Daarom zit achter het eerste polarisatiefilter een kwartgolflengte plaatje. Deze twee lagen vormen samen het circulairepolarisatiefilter.
|                                                                       |
| Fig. 1: Circulairepolarisatiefilter vrij naar Huyse, M. en Langie, G. |

### Stap 1: Lineaire polarisatie
Vrij naar Fishbane, Paul M.
Circulair gepolariseerde elektromagnetische golven kunnen worden samengesteld uit twee loodrecht op elkaar staande lineair gepolariseerde golven met een faseverschil van 90° en gelijke frequentie (Tab. 1). Een CPL-filter maakt van deze eigenschap gebruik om het invallende licht circulair te polariseren.
Daarvoor wordt er eerst een lineair gepolariseerde elektromagnetische golf uit de invallende lichtbundel gefilterd, door de componenten van de invallende EM-golven die loodrecht op de optische as gepolariseerd zijn, weg te filteren met een lineairepolarisatiefilter (Polaroidfilter). (N.B.: Onder optische as wordt hier verstaan de richting waarin elke polarisatiecomponent van een lichtstraal dezelfde brekingsindex ondervindt. Voor meer hierover zie het artikel Optische as (kristallografie).)
| Fasehoek tussen E-vectoren | 0°      | ⇔          | 90°       | ⇔          | 180°    |
| lineair + lineair          | Lineair | Elliptisch | Circulair | Elliptisch | Lineair |

Tab. 1: Regels voor het samenvoegen van lineair gepolariseerde EM-golven met dezelfde frequentie en fase
Het licht dat invalt op het polarisatiefilter is ofwel niet-gepolariseerd (rechtstreeks zonlicht) ofwel lineair gepolariseerd door verstrooiing en weerkaatsing. Door het polarisatiefilter te draaien zal de polarisatierichting van de invallende golf onder een andere hoek komen te liggen met de transmissie-as van het Polaroidfilter.
Deze transmissie-as is een denkbeeldige lijn die loodrecht staat op de koolwaterstofketens waaruit het filter is opgebouwd. De geleidbaarheid van de ketens neemt toe door het toevoegen van jodium. Ze functioneren als antennes, ze zetten hun eigen elektronen in beweging door golven te absorberen die in dezelfde richting lopen. De componenten van de golf die loodrecht staan op deze ketens, worden doorgelaten en vormen een EM golf die lineair gepolariseerd is volgens de transmissie-as.

### Stap 2: Omzetten naar circulair gepolariseerde golven
Vrij naar Huyse, M.
In de tweede stap wordt de lineair gepolariseerde golf omgezet naar een circulair gepolariseerde golf, door deze golf een faseverschuiving van negentig graden mee te geven.
In een kwartgolflengte plaatje, een plaatje gemaakt uit een dubbelbrekend materiaal, wordt een van de twee componenten van de lineair gepolariseerde golf in fase verschoven over een vierde van de golflengte. Hiervoor wordt gebruikgemaakt van de eigenschappen van dubbelbrekende materialen.
Kwartgolflengte plaatjes zijn opgebouwd uit een kristallijn materiaal (kwarts, calciet) waarin de snelheid van het licht richtingsafhankelijk is. De component van de golf evenwijdig aan de optische as van het plaatje wordt niet vertraagd. Afhankelijk van de dikte van het plaatje wordt de andere component verschoven over een bepaalde fasehoek Δφ:
{\displaystyle \Delta \varphi ={\frac {2\pi }{\lambda }}(n_{0}-n_{e})d}
waarin:
Δφ = faseverdraaiing,
λ = golflengte,
n0 = normale brekingsindex,
ne = buitengewone brekingsindex,
d = dikte van het plaatje.
Aangezien het resultaat geen elliptische golf mag zijn, moet de optische as van het lineairepolarisatiefilter een hoek van 45° maken met de optische as van het kwartgolflengte plaatje, zodat beide componenten even groot zijn.

## Toepassingen
Deze filters worden op een aantal plaatsen toegepast.

### Zonnebrillen
Een van de bekendste is in polaroid-zonnebrillen: licht dat van spiegelende oppervlakken wordt teruggekaatst is vaak vrij sterk gepolariseerd, en de reflecties en schitteringen kunnen dus met een polarisatiefilter, mits dit in de juiste stand staat, goed worden onderdrukt. Omdat de meeste hinderlijke schitteringen worden veroorzaakt door reflecterende horizontale oppervlakken (water, wegen, auto’s) zijn de hinderlijkste reflecties horizontaal gepolariseerd. Door een verticaal polariserend filter worden deze maximaal onderdrukt.

### Wetenschap
Veel natuurlijke stoffen en materialen draaien het polarisatievlak van het licht dat erdoorheen valt. Plaatst men tussen twee polarisatiefilters een te bekijken doorzichtig object, dan kan hiervan vaak de inwendige structuur beter zichtbaar worden gemaakt. Toepassingen vindt men in de microscopie, mineralogie, polarimetrie, etc.

### Fotografie
Bij het verlichten van bijvoorbeeld glimmende voorwerpen kan door zowel voor het licht als voor de lens een filter te plaatsen een vrijwel "onzichtbare" verlichting bereikt worden. Zodoende kan de bron, meestal een reflectie van het verlichtingsarmatuur, geheel "weggeregeld" en daardoor vrijwel onzichtbaar gemaakt worden. Wel is er altijd sprake van enig blauw leklicht, doordat de filters t.g.v. imperfectie van de fabricagemethode (jodiumkristallen) het licht niet 100% uitdoven. Bij de duurdere circulairepolarisatiefilters is dit effect kleiner.
Bij het fotograferen van voorwerpen achter glas, bijvoorbeeld in een museum, kan het spiegelende effect van het glas met behulp van een polarisatiefilter worden onderdrukt. Verder kan met een polarisatiefilter een foto worden gemaakt van vissen en planten in een vijver, iets wat zonder filter nauwelijks mogelijk is.
Een ander effect van het gebruik van een polarisatiefilter is dat een wolkenlucht veel meer contrast krijgt.
Deze effecten zijn afhankelijk van de hoek waaronder het polarisatiefilter gebruikt wordt.

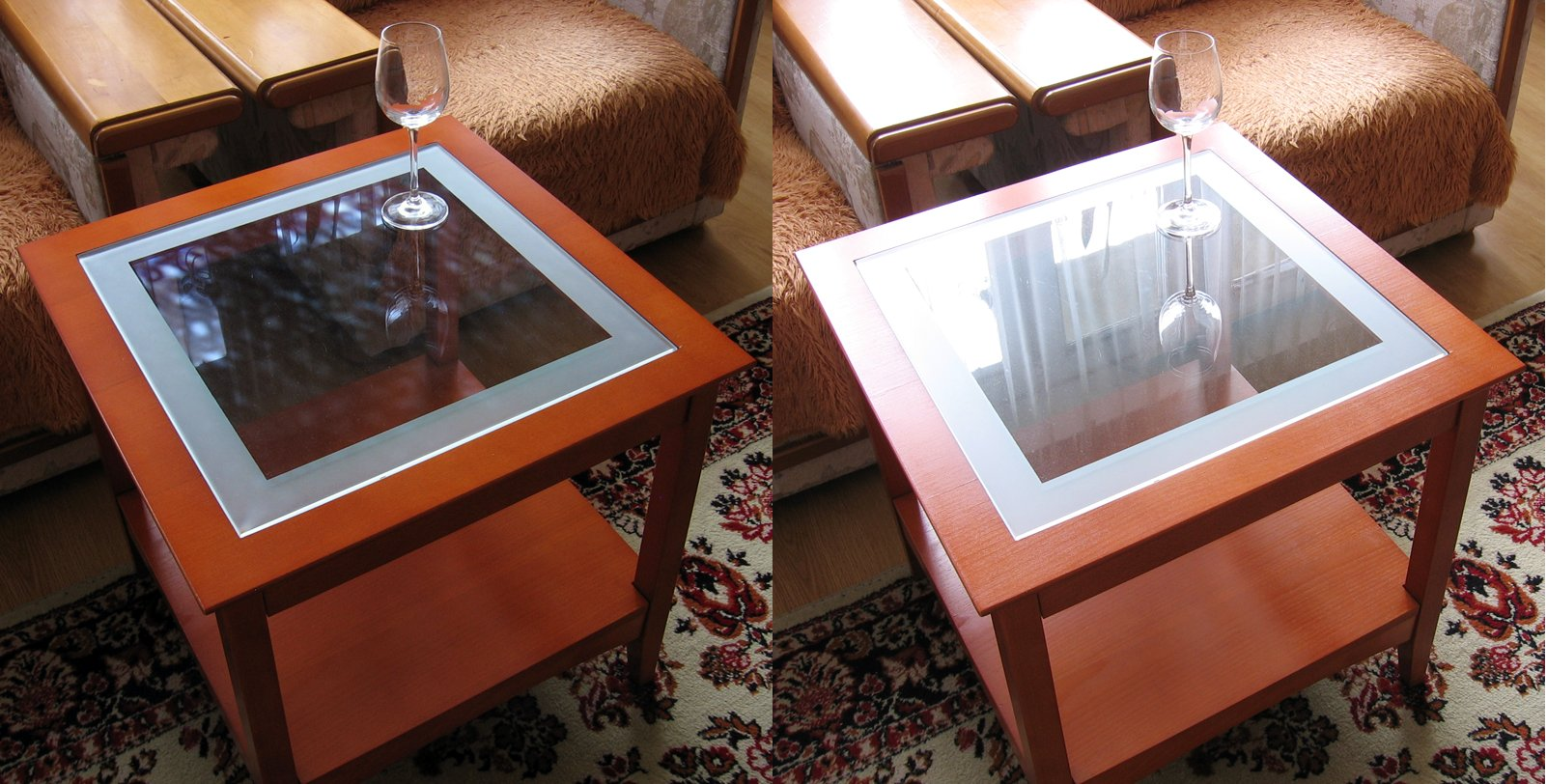
Een spiegelende tafel gefotografeerd met en zonder polarisatiefilter